# Cypripedium molle
Cypripedium molle — вид многолетних травянистых растений секции Irapeana рода Башмачок (Cypripedium), семейства орхидных (Orchidaceae). Является типовым видом секции Sinopedilum. Эндемик Мексики.
Относится к числу охраняемых видов (II приложение CITES).

## Ботаническое описание
Стебли 22—60 см высотой, цилиндрические, покрыты волосками. Листья складчатые, в количестве до 18, эллиптические до ланцетных, длиной 3—13 см, шириной 2—5 см, покрыты волосками с обеих сторон. 
В соцветии до пяти цветков, цветки появляются по одному, последовательно. Редко, когда одновременно открыты три сразу. Прицветники листовидные, эллиптически-яйцевидные до ланцетных, острые до заострённых, до 10 см длиной, 4,5 см шириной, покрыты волосками с обеих сторон. 
Цветки жёлтые с красными метками на стаминодии и на вогнутом основании губы. Спинные чашелистики эллиптические, коротко остроконечные, 2,9—3,4 см длиной, шириной 1,5—1,8 см, реснитчатые, железисто-опушённые на внешней поверхности. Парус эллиптический, раздвоенный на верхушке, 2,5—2,9 см длиной, 1,6—1,9 см шириной, реснитчатый, железисто-опушённый на внешней поверхности. Лепестки 3,2—3,8 см длиной, шириной 1,7—2,4 см, реснитчатые, опушенные на обеих поверхностях. Губы длиной 2,4—3,4 см, 1,7—2,4 см в диаметре, густо опушённые в базальной части внутри. Стаминодий выпуклый, обратнояйцевидный, коротко остроконечный, 0,7—0,9 см в длину и в ширину, реснитчатый.
Цветение в июле-августе.

## Распространение
Мексика (Оахака и Пуэбла. Различные леса на высотах от 1750 до 2050 метров над уровнем моря.

## В культуре
Cyp. molle, как и Cypripedium irapeanum почти невозможно культивировать. Кроме того, это очень редкое растение. 
Зоны морозостойкости: 10 и выше.

## Классификация

### Таксономия
Вид Cypripedium molle входит в род Башмачок (Cypripedium) семейства Орхидные (Orchidaceae) порядка Спаржецветные (Asparagales).
|  |                                      |  |                                                             |                                                             |                    |  | ещё 24 семейства (согласно Системе APG II) | ещё 24 семейства (согласно Системе APG II) |                       |  |  |  | ещё около 45 видов |
|  |                                      |  |                                                             |                                                             |                    |  | ещё 24 семейства (согласно Системе APG II) | ещё 24 семейства (согласно Системе APG II) |                       |  |  |  | ещё около 45 видов |
|  |                                      |  |                                                             | порядок Спаржецветные                                       |                    |  |                                            |                                            | род Башмачок          |  |  |  |                    |
|  |                                      |  |                                                             | порядок Спаржецветные                                       |                    |  |                                            |                                            | род Башмачок          |  |  |  |                    |
|  | отдел Цветковые, или Покрытосеменные |  |                                                             |                                                             | семейство Орхидные |  |                                            |                                            | вид Cypripedium molle |  |  |  |                    |
|  | отдел Цветковые, или Покрытосеменные |  |                                                             |                                                             | семейство Орхидные |  |                                            |                                            |                       |  |  |  |                    |
|  |                                      |  | ещё 44 порядка цветковых растений (согласно Системе APG II) | ещё 44 порядка цветковых растений (согласно Системе APG II) |                    |  |                                            | ещё около 880 родов                        | ещё около 880 родов   |  |  |  |                    |
|  |                                      |  |                                                             | ещё 44 порядка цветковых растений (согласно Системе APG II) |                    |  |                                            |                                            | ещё около 880 родов   |  |  |  |                    |